# Life with an Ordinary Guy Who Reincarnated into a Total Fantasy Knockout
Life with an Ordinary Guy Who Reincarnated into a Total Fantasy Knockout (яп. 異世界美少女受肉おじさんと, Fantajī Bishōjo Juniku Ojisan to, «With a Fogie Reincarnated as a Pretty Fantasy Girl», укр. Фантастичний світ з перетворенням чоловіка у красуню та...), скорочено Fabiniku (ファ美肉) — манґа, написана Ю Цурусакі та проілюстрована Шіном Ікедзава. Вона виходить онлайн у застосунку та на вебсайті Cycomi від Cygames з листопада 2019 року та зібрана у чотирнадцять томів танкобон видавництвом Shogakukan. Аніме-адаптація, створена студією OLM, транслювалася з січня по березень 2022 року.

## Сюжет
Хіната Тачібана та Цукаса Дзінґудзі — друзі з дитинства. Одного дня, коли Хіната напідпитку бажає стати дівчиною, перед ним з'являється Богиня Кохання та Краси, виконує його бажання й переносить разом із Дзінґудзі у фентезійний світ, доручивши їм перемогти повелителя демонів. Дзінґудзі отримує надлюдську силу та різноманітні здібності, тоді як Хіната майже нічого, окрім надприродної краси, що зачаровує чоловіків. Разом вони мандрують цим світом, намагаючись впоратися зі зростаючими почуттями одне до одного.

## Персонажі
Хіната Тачібана (яп. 橘 日向, Tachibana Hinata)
Сейю: Мао Ічімічі (дівчина), Кент Іто (чоловік)
Цукаса Дзінґудзі (яп. 神宮寺 司, Jingūji Tsukasa)
Сейю: Сатоші Хіно
Богиня Кохання та Краси (яп. 愛と美の女神, Ai to Bi no Megami)
Сейю: Куґімія Ріе
Тероріро Лілілі Лу (яп. ティロリロ・リリリ・ルー, Tiroriro Ririri Rū)
Сейю: Юкіо Фуджіі
Сатейна (яп. サテイナ, Sateina)
Сейю: Хікару Тоно
Ультіна (яп. ウルティナ, Urutina)
Сейю: Амане Шіндо
Шварц фон Ліхтенштайн Лоенґрам (яп. シュバルツ・フォン・リヒテンシュタイン・ローエングラム, Shubarutsu fon Rihitenshutain Rōenguramu)
Сейю: Кайто Ісікава
Луціус (яп. ルシウス, Rushiusu)
Сейю: Кітамура Ері
Шень (яп. シェン)
Сейю: Дзюнічі Сувабе
Мурія (яп. ムリア)
Сейю: Ю Серізава
Юґрейн (яп. ユグレイン, Yugurein)
Сейю: Макіно Юй
Оповідач (яп. ナレーション, Narēshon)
Сейю: Масаші Ебара

## Медіа

### Манґа
Манґа написана Ю Цурусакі та проілюстрована Шіном Ікедзава. Вона виходить онлайн на манґа-порталі Cycomi від Cygames з 18 листопада 2019 року. Shogakukan випускає серію у форматі танкобон. Перший том вийшов 17 квітня 2020 року. Станом на квітень 2025 року опубліковано пятнацять томів. У Північній Америці манґу ліцензовано видавництвом Seven Seas Entertainment.
| №  | Дата виходу       | ISBN                   |
| -- | ----------------- | ---------------------- |
| 1  | 17 квітня 2020    | ISBN 978-4-09-850102-1 |
| 2  | 18 вересня 2020   | ISBN 978-4-09-850254-7 |
| 3  | 19 лютого 2021    | ISBN 978-4-09-850444-2 |
| 4  | 19 травня 2021    | ISBN 978-4-09-850541-8 |
| 5  | 18 жовтня 2021    | ISBN 978-4-09-850656-9 |
| 6  | 19 січня 2022     | ISBN 978-4-09-850778-8 |
| 7  | 17 червня 2022    | ISBN 978-4-09-851093-1 |
| 8  | 17 листопада 2022 | ISBN 978-4-09-851379-6 |
| 9  | 18 квітня 2023    | ISBN 978-4-09-851558-5 |
| 10 | 19 липня 2023     | ISBN 978-4-09-852545-4 |
| 11 | 19 грудня 2023    | ISBN 978-4-09-853067-0 |
| 12 | 18 квітня 2024    | ISBN 978-4-09-853231-5 |
| 13 | 19 серпня 2024    | ISBN 978-4-09-853514-9 |
| 14 | 19 грудня 2024    | ISBN 978-4-09-853787-7 |
| 15 | 17 квітня 2025    | ISBN 978-4-09-854063-1 |

### Аніме
Аніме-адаптація була анонсована 17 травня 2021 року. Виробництвом займалася студія OLM, режисером стала Саяка Ямаї, сценарій написав Тошіміцу Такеучі, дизайном персонажів займався Аої Ямато, а музику склав Такеші Ватанабе. Серіал транслювався з 12 січня по 30 березня 2022 року на TV Tokyo та BS TV Tokyo. Відкриваюча пісня — «Akatsuki no Salaryman» (Salaryman at Dawn) у виконанні Йошікі Фукуями, а завершальна — «FA'NTASY to!» від Luce Twinkle Wink. Crunchyroll транслював серію за межами Азії. Medialink ліцензувала аніме для Південно-Східної Азії, Південної Азії та Океанії (за винятком Австралії та Нової Зеландії).
20 липня 2022 року Crunchyroll оголосив про вихід англійського дубляжу, який стартував наступного дня.
| № серії | Назва серії | Режисер(и)       | Сценарист(и)     | Режисер(и) анімації        | Оригінальна дата показу |
| ------- | --- | ---------------- | ---------------- | -------------------------- | ----------------------- |
| 1       | «A Guy Who Reincarnated as a Fantasy Knockout and Another Guy» Транслітерація: «Fabiniku Ojisan to Ojisan» (яп. ファ美肉おじさんとおじさん)                         | Норіо Нітта      | Тошіміцу Такеучі | Саяка Ямай                 | 12 січня 2022           |
| 2       | «A Guy Who Reincarnated as a Fantasy Knockout and Unparalleled Beauty» Транслітерація: «Fabiniku Ojisan to Zessei no Bibō» (яп. ファ美肉おじさんと絶世の美貌)       | Хонг Пенні       | Тошіміцу Такеучі | Норіо Нітта                | 19 січня 2022           |
| 3       | «A Guy Who Reincarnated as a Fantasy Knockout and an Angry Elf» Транслітерація: «Fabiniku Ojisan to Ikari no Erufu» (яп. ファ美肉おじさんと怒りのエルフ)            | Кен'ічі Нісіда   | Тошіміцу Такеучі | Кен'ічі Нісіда             | 26 січня 2022           |
| 4       | «A Guy Who Reincarnated as a Fantasy Knockout and a Dark Swordsman» Транслітерація: «Fabiniku Ojisan to Kuro no Kenshi» (яп. ファ美肉おじさんと黒の剣士)            | Маю Нумаяма      | Масанао Акахоші  | Томоко Акіяма              | 2 лютого 2022           |
| 5       | «A Guy Who Reincarnated as a Fantasy Knockout and Armor that Moves» Транслітерація: «Fabiniku Ojisan to Ugoku Yoroi» (яп. ファ美肉おじさんと動く鎧)                 | Рокусуке Окіміцу | Тошіміцу Такеучі | Норіо Нітта                | 9 лютого 2022           |
| 6       | «A Guy Who Reincarnated as a Fantasy Knockout and a Free Spirit» Транслітерація: «Fabiniku Ojisan to Jiyūjin» (яп. ファ美肉おじさんと自由人)                        | Акіра Ішіі       | Масанао Акахоші  | Акіко Нагасіма             | 16 лютого 2022          |
| 7       | «A Guy Who Reincarnated as a Fantasy Knockout and a Squid Fire» Транслітерація: «Fabiniku Ojisan to Ika Faiyā» (яп. ファ美肉おじさんとイカファイヤー)               | Хідеакі Оба      | Масанао Акахоші  | Хідеакі Оба Акіко Нагасіма | 23 лютого 2022          |
| 8       | «A Guy Who Reincarnated as a Fantasy Knockout and a Choice» Транслітерація: «Fabiniku Ojisan to Sentaku» (яп. ファ美肉おじさんと選択)                               | Норіо Нітта      | Тошіміцу Такеучі | Томоко Акіяма              | 2 березня 2022          |
| 9       | «A Guy Who Reincarnated as a Fantasy Knockout and a Beautiful Girl» Транслітерація: «Fabiniku Ojisan to Bishōjo» (яп. ファ美肉おじさんと美少女)                     | Кен'ічі Нісіда   | Масанао Акахоші  | Кен'ічі Нісіда             | 9 березня 2022          |
| 10      | «A Guy Who Reincarnated as a Fantasy Knockout and a Rebel Army» Транслітерація: «Fabiniku Ojisan to Hanran» (яп. ファ美肉おじさんと反乱)                            | Маю Нумаяма      | Масанао Акахоші  | Акіко Нагасіма             | 16 березня 2022         |
| 11      | «A Guy Who Reincarnated as a Fantasy Knockout and a Weapon for the Final Battle» Транслітерація: «Fabiniku Ojisan to Kessen Heiki» (яп. ファ美肉おじさんと決戦兵器) | Кен'ічі Нісіда   | Тошіміцу Такеучі | Норіо Нітта                | 23 березня 2022         |
| 12      | «A Guy Who Reincarnated as a Fantasy Knockout and» Транслітерація: «Fantajī Bishōjo Juniku Ojisan to» (яп. 異世界美少女受肉おじさんと)                              | Саяка Ямай       | Тошіміцу Такеучі | Саяка Ямай Акіко Нагасіма  | 30 березня 2022         |

## Сприйняття
Серіал посів 19-те місце на конкурсі Next Manga Award 2020 у категорії веб-манґа.
До грудня 2024 року тираж серії перевищив 1 мільйон примірників.